# Crecimiento irruptivo
Crecimiento irruptivo, a veces llamado crecimiento malthusiano, es un patrón de crecimiento definido por explosiones de crecimiento y subsecuentes caídas abruptas de la población, o muerte masiva. Es una extensión del modelo de crecimiento malthusiano y puede ocurrir cuando las poblaciones sobrepasan la capacidad de porte para su especie en el ambiente dado, un fenómeno típicamente asociado con las especies con estrategia r. Las poblaciones que exhiben crecimiento irruptivo no se estabilizan alrededor de su capacidad de porte, lo que es una característica de crecimiento logístico y es común a las especies con estrategia k. El excedente poblacional desbordará su territorio habitual originando una migración eruptiva unidireccional, sin regreso posterior.